# Разсказовський Вадим Борисович
Вади́м Бори́сович Разсказо́вський (25 травня 1933, Воронеж — 30 січня 2024, Харків) — український радіофізик, доктор технічних наук (1983), професор (1995). Лауреат Державної премії України в галузі науки і техніки (2006), премії імені К. Д. Синельникова НАН України (1993). Нагороджений орденом «За заслуги» ІІІ ступеня (2007).

## Біографія
У дитинстві захопився радіоаматорством під впливом батька, читав журнал «Радіо-фронт», навчився паяти найпростіші радіосхеми, збирав і налаштовував приймачі. У 1950 році вступив на радіотехнічний факультет Харківського політехнічного інституту, який закінчив у 1955 році.
У 1955 році розпочав наукову діяльність на посаді молодшого наукового співробітника Харківського фізико-технічного інституту АН УРСР. Того ж року був переведений до лабораторії радіолокації (з 1965 року — відділ радіолокації) щойно створеного Інституту радіофізики та електроніки АН УРСР (згодом — Інститут радіофізики та електроніки імені О. Я. Усикова НАН України), де пропрацював до 2015 року.
Під керівництвом І. С. Тургенєва вивчав вплив флуктуацій сигналів міліметрового діапазону під час поширення над поверхнею Землі на точність вимірювання координат. Брав участь у розробці принципів застосування міліметрових радіохвиль для вирішення завдань наземної радіолокації. За матеріалами цієї роботи захистив кандидатську дисертацію (1963 р.).
Під його керівництвом було розроблено методи розрахунку впливу багатопроменевого поширення радіохвиль на точність вимірювання кутових координат реальних цілей. Ці роботи дали змогу чітко сформулювати переваги та недоліки міліметрових радіохвиль і визначити сфери їх практичного використання під час розв'язання задач радіолокації. По результатах цих досліджень захистив докторську дисертацію (1983).
Із 1984 по 2005 рік очолював відділ радіофізичних проблем міліметрового діапазону, згодом — відділ статистичної радіофізики. У 2005—2015 роках був старшим науковим співробітником цього відділу. У 1995 році отримав вчене звання професора.
Помер 30 січня 2024 року в Харкові.

## Наукова діяльність
Основні напрями досліджень стосувалися поширення сантиметрових і міліметрових радіохвиль над поверхнями суші та моря, їх розсіяння об'єктами різних класів, впливу особливостей поширення на точність визначення координат та розв'язання прикладних завдань радіолокації.
Під його керівництвом було розроблено нові методи моделювання та аналізу багатопроменевого поширення радіохвиль, що дозволило значно покращити точність систем пеленгування та моніторингу. Значна частина його досліджень проводилась у межах державних науково-дослідних програм оборонного значення.
Результати його досліджень узагальнено в монографіях, зокрема у праці «Розсіяння міліметрових радіохвиль поверхнею Землі під малими кутами» (у співавторстві з Г. П. Кульоміним), за яку він отримав Премію імені К. Д. Синельникова НАН України (1993).
Після скорочення фінансування експериментальної науки в 1990-х роках активно розвивав напрям комп'ютерного моделювання поширення радіохвиль, зокрема над морською поверхнею. Запропоновані ним напівемпіричні моделі широко використовуються й у XXI столітті.
У 2000-х роках ініціював створення дослідного зразка когерентної РЛС 8-мм діапазону для моніторингу наземного руху в аеропортах.
В останні роки досліджував поширення радіохвиль на гранично малих висотах над морем, враховуючи ефекти затінення й дифракції на хвилях.
Автор понад 150 наукових публікацій, двох монографій, 12 авторських свідоцтв на винаходи. Підготував 14 кандидатів наук, п'ятеро з яких стали докторами.

## Громадська і організаційна діяльність
Протягом 30 років був керівником наукового семінару «Поширення радіохвиль і методи дистанційного зондування» в Інституті радіофізики та електроніки імені О. Я. Усикова НАН України. Був членом вчених рад із захисту дисертацій в ІРЕ та ХАІ, членом редколегії журналу «Радіофізика та електроніка», академіком громадської організації «Академія наук прикладної радіоелектроніки».

## Нагороди і відзнаки
- Державна премія України в галузі науки і техніки (2006)
- Премія НАН України імені К. Д. Синельникова (1993)
- Орден «За заслуги» ІІІ ступеня (2007)

## Основні праці
- Рассеяние миллиметровых радиоволн поверхностью Земли под малыми углами. К., 1987 (співавт.);
- Дифракция на полуплоскости с неровным краем в задаче распространения радиоволн над поверхностью при малых углах скольжения // Изв. ВУЗов. Радиофизика. 1997. Т. 40, № 8;
- Ошибки пеленгования маловысотных источников радиоизлучения над сушей // Радиофизика и радиоастрономия. 2001. Т. 6, № 1;
- Напівпровідниковий когерентний радіолокатор міліметрового діапазону для контролю наземного руху в аеропортах // Наука та інновації. 2008. Т. 4, № 3 (співавт.);
- Distinctive features of forming the space-time millimeter radiowave fi eld at low altitudes above the sea surface // Telecommunications and Radio Engineering. 2014. Vol. 73, Issue 5 (співавт.);
- Нетрадиционные методы и средства радиолокации. Х., 2015 (співавт.).